# نیوستیل
نیوستیل (به آلمانی: Neuwesteel) یک منطقهٔ مسکونی در آلمان است که در نوردن (فریزیای شرقی) واقع شده‌است. نیوستیل ۱۵٫۰۶۸ کیلومتر مربع مساحت دارد ۱ متر بالاتر از سطح دریا واقع شده‌است.